# Commerzbank

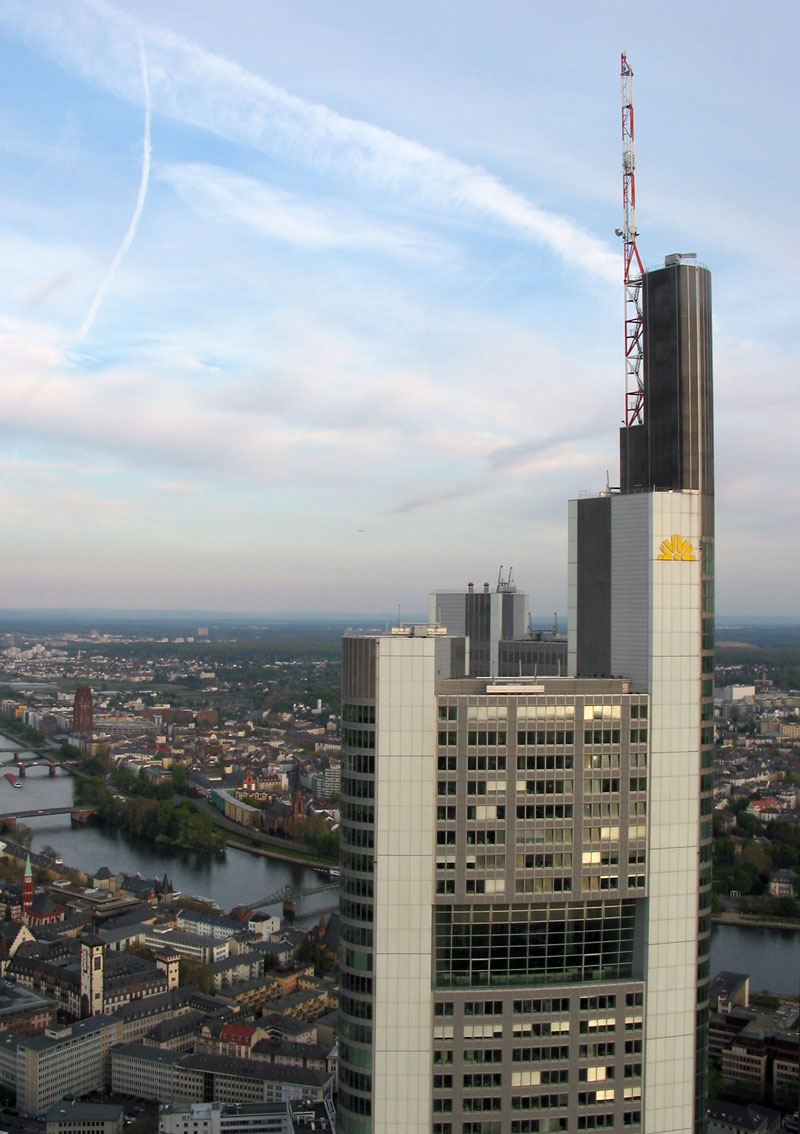
Commerzbanks huvudkontor i Frankfurt am Main

Commerzbank är en tysk bank med säte i Frankfurt am Main och kontor i stadens högsta byggnad Commerzbank Tower.